# 대한민국 형사소송법 제5조
대한민국 형사소송법 제5조는 토지관할의 병합에 대한 형사소송법의 조문이다.

## 조문
제5조(토지관할의 병합) 토지관할을 달리하는 수개의 사건이 관련된 때에는 1개의 사건에 관하여 관할권 있는 법원은 다른 사건까지 관할할 수 있다.

第5條(土地管轄의 倂合)土地管轄을 달리하는 數個의 事件이 關聯된 때에는 1個의 事件에 關하여 管轄權 있는 法院은 다른 事件까지 管轄할 수 있다.

## 판례
- 본 조에 정한 관련사건의 관할이 병합기소나 병합심리를 전제로 하는 것은 아니고 관련사건이 계속된 이상 그 후 양 사건이 병합되어 심리되지 아니한 채 고유사건에 대한 심리가 먼저 종결되었다 하더라도 관련사건에 대한 관할권은 여전히 유지된다[1]

## 참고 문헌
- 손동권 신이철, 새로운 형사소송법(초판, 2013), 세창, 2013. ISBN 9788984114081

## 같이 보기
- 대한민국 형사소송법 제11조 관련사건
- 대한민국 형사소송법 제9조 사물관할